# ساچیو ساکای
ساچیو ساکای (انگلیسی: Sachio Sakai; ۸ سپتامبر ۱۹۲۵ – ۱۱ مارس ۱۹۹۸) بازیگر اهل ژاپن بود.
از فیلم‌ها یا برنامه‌های تلویزیونی که وی در آن نقش داشته‌است می‌توان به هفت سامورایی، سریر خونین اشاره کرد.